# Rhododendron mizumotoi
Rhododendron mizumotoi är en ljungväxtart som beskrevs av Sadamoto Watanabe. Rhododendron mizumotoi ingår i släktet rododendron, och familjen ljungväxter. Inga underarter finns listade i Catalogue of Life.